# 飯坂宗康
飯坂 宗康（日语：いいざか むねやす、?—1589年10月11日（天正17年9月2日）），战国时代到安土桃山时代的武将。伊达氏庶流・饭坂氏第14代当主。陆奥国信夫郡饭坂城主。伊达政宗侧室・饭坂之局的父亲。

## 生平
信夫郡饭坂城主・饭坂宗定之子。饭坂氏是伊达氏初代伊达朝宗的四男・为家的后代。为家的曾孙・政信在饭坂筑城，从此被称为饭坂氏。饭坂氏作为伊达氏庶流，也是有家格的名门。宽文11年（1671年）的伊达骚动之际因为当主切腹，就此御家断绝。所以详细史料多有散逸，不明之处很多。伊达晴宗一代曾经从黒川氏迎接养子饭坂氏定（黑川晴氏的叔父）继承家业。但是氏定与养父不和，出奔越后投奔上杉谦信。宗康之父・宗定和氏定是不是同一人物尚无法确定，但是从年代推断宗康是在氏定出奔以后继承家督的。
天正4年（1576年）8月2日伊达辉宗因为伊具郡的归属同相马盛胤决战之前，参战的属下诸将曾写有起请文，在十三番備一项中包括濑上景康・大波长成・须田左马之助・须田太郎左卫门・须田新左卫门等，宗康的名字也在其中。
宗康也被天正12年（1584年）继承家督的伊达政宗重用，二女成为政宗的侧室（饭坂之局）。天正13年11月（1586年1月）的人取桥之战中宗康在政宗本阵的观音堂山附近布阵。敌军接近本阵时宗康突入敌阵力战，让政宗得以撤退。天正16年（1588年）的郡山合战中，参与了进攻小手森城，之后防卫窪田城。天正17年（1589年）岩城常隆出兵进攻田村郡之时，与大条宗直等人一同被派出援助田村宗显、确保了田村领的安全。同年秋患病，9月2日去世，埋葬在宗康天正3年（1575年）亲自再兴的天王寺。
宗康没有儿子，饭坂家一时断绝。庆长9年（1604年）饭坂之局迎接政宗的三男・权八郎为养子（也有说法认为权八郎是饭坂之局的实子），再兴了饭坂家。权八郎领受伊达姓，改名伊达宗清，任黒川郡下草城主（后来移封吉冈并筑城）领38,000石，成为吉冈伊达氏。